# مخروط المدرسة

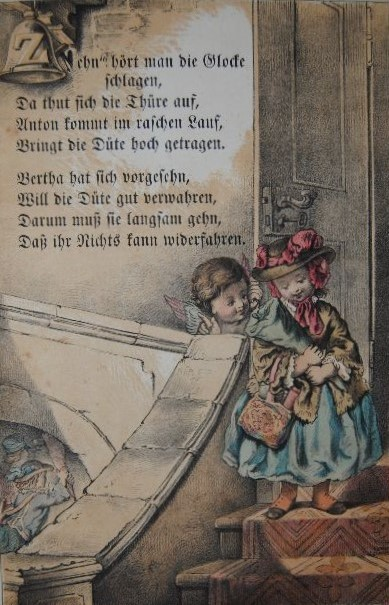
تنزل بيرثا الصغيرة الدرج بحذر لتجنب تعريض مخروط السكر خاصتها للخطر. من: كتاب مخروط السكر الجديد (١٨٥٩)

طفل يحمل مخروطًا من الحلوى في النصف الأول من ثلاثينيات القرن العشرين

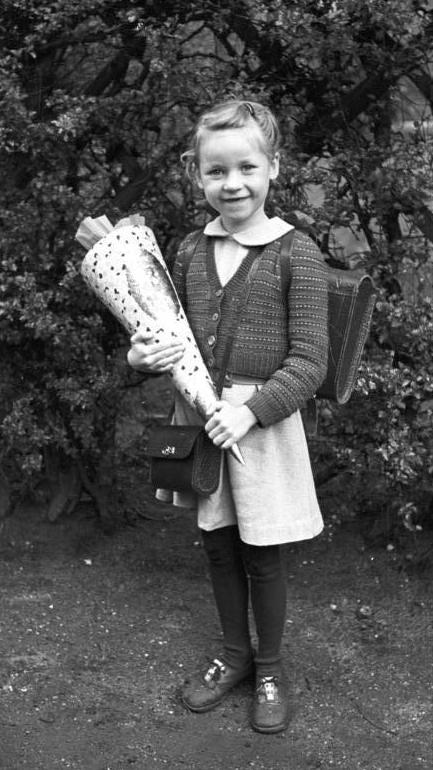
أول يوم دراسي، 1953

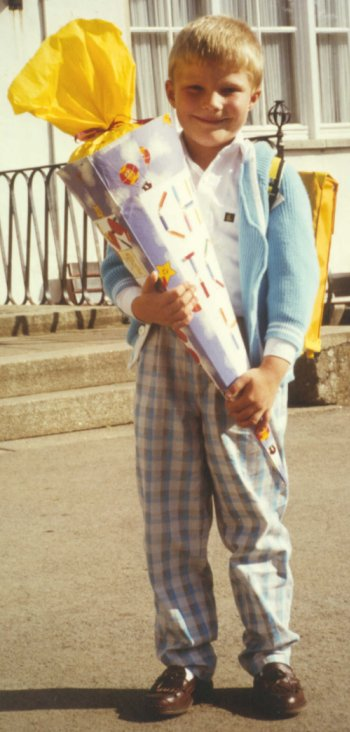
أول يوم مدرسي، قرابة عام 1970

المخروط المدرسي (يُنطق بالألمانية: [ˈʃuːlˌtyːtə]  (ويُسمى أيضًا مخروط السكريُنطق بالألمانية: [ˈtsʊkɐˌtyːtə]  في بعض أنحاء ألمانيا) هو وعاء، عادةً ما يكون مصنوعًا من الورق المقوى، على شكل مخروط ( مخروطي أو هرمي الشكل ذو قاعدة سداسية) يحمله التلاميذ في السنة الدراسية الأولى من الابتدائي معهم عند بدء المدرسة. وقد جرت عادة إهداء التلاميذ مخاريط مدرسية في ألمانيا منذ القرن التاسع عشر، وانتشرت منذ ذلك الحين إلى النمسا وجمهورية التشيك وأجزاء من بولندا .

## نبذة تاريخية
هناك أدلة مبكرة على عادة إعطاء الأطفال مخروطًا مدرسيًا هدية بمناسبة يومهم الدراسي الأول، والتي تنحدر أساسًا من ولايات ساكسونيا وتورينغن . يأتي أقدم مرجع لها حتى الآن من السيرة الذاتية لابن القس كارل جوتليب بريتشنايدر، الذي بدأ المدرسة في عام 1781 أو 1782 في غيرسدورف بالقرب من هوينشتاين-إرنستال في ساكسونيا؛ كتب أنه تلقى مخروطًا من السكر من مدير المدرسة. بعد عشرين عامًا، قيل إن يوهان دانيال إلستر، الذي بدأ المدرسة في عام 1801 في بنزهاوزن، تورينغن، تلقى مخروطًا كبيرًا من السكر من القسيس "وفقًا للتقليد". تأتي أدلة أخرى من ينا  فيما يتعلق بقسيس المدينة جورج مايكل كملين (1817) في درسدن (1820) ولايبزيغ (1836) حيث قيل للأطفال ذات مرة إن شجرة مخروط مدرسية نمت في منزل المعلم، وعندما تكبر المخاريط بما يكفي، يحين وقت بدء المدرسة. استذكر لودفيج بيشتاين مخروط مدرسته عام ١٨٣٧ في كتابه "رحلة موسيقيين" : "في سنتي الخامسة، أُخذت إلى المدرسة، وشعرت بحلاوة ذلك اليوم المهم عندما أهداني القائد، وفقًا للعرف القديم، مخروطًا كبيرًا من السكر." يمكن إرجاع مصطلح المخروط المدرسي إلى عام 1910 على الأقل (جنبًا إلى جنب مع الشكل الذي كان شائعًا اليوم، ولكن جديدًا في ذلك الوقت)، عندما ذكرت إحدى المجلات تحت عنوان "مخاريط السكر المدرسية الجديدة الأصلية"
يُرجع البعض الهدايا الحلوة في بداية العام الدراسي إلى عادة الجالية اليهودية بإهداء الأطفال معجنات حلوة مكتوبة بخط اليد في بداية حياتهم المدرسية التي تركز على التوراة ، تذكيرًا بالمزمور 119 "مَا أَحْلَى قَوْلَكَ لِحَنَكِي! أَحْلَى مِنَ الْعَسَلِ لِفَمِي". إلا أن حاخام فورتمبيرغ ، نتانيل وورمسر ، يرى أن فكرة أن اختراع المخروط المدرسي يعود إلى عادة يهودية "جريئة". يصف إريك كاستنر في مذكرات طفولته "عندما كنتُ طفلاً صغيراً يومه الدراسي الأول في دريسدن عام ١٩٠٦ و"مخروط السكر ذي القوس الحريري". عندما حاول أن يُري المخروط لجاره، أسقطه، وسقط محتواه على الأرض: "كان غارقاً حتى كاحليه في الحلوى والشوكولاتة والتمر وأرانب عيد الفصح والتين والبرتقال والكعك والمخبوزات والحشرات الذهبية". تأسس أول مصنع للمخاريط المدرسية في ألمانيا عام 1894 على يد كارل أوغست نيسلر في فييزا (جبال الخام) كمصنع للكرتون الفاخر. بدأ هذا المصنع في إنتاج مخاريط السكر بكميات كبيرة باستخدام الآلات في عام 1910. واليوم، أصبح المصنع، الذي يقع الآن في إيرينفريدرسدورف ، أكبر مصنع للمخاريط المدرسية في ألمانيا، حيث ينتج أكثر من مليوني مخروط سنويًا. اليوم، تُهدى أكياس الحلوى الصغيرة أحيانًا بمناسبة الانتقال من المرحلة الابتدائية إلى الثانوية ، أو بمناسبة بدء التدريب المهني أو الدراسة الجامعية . ومع ذلك، لا تزال هذه الأكياس مرتبطة عمومًا ببداية الدراسة.

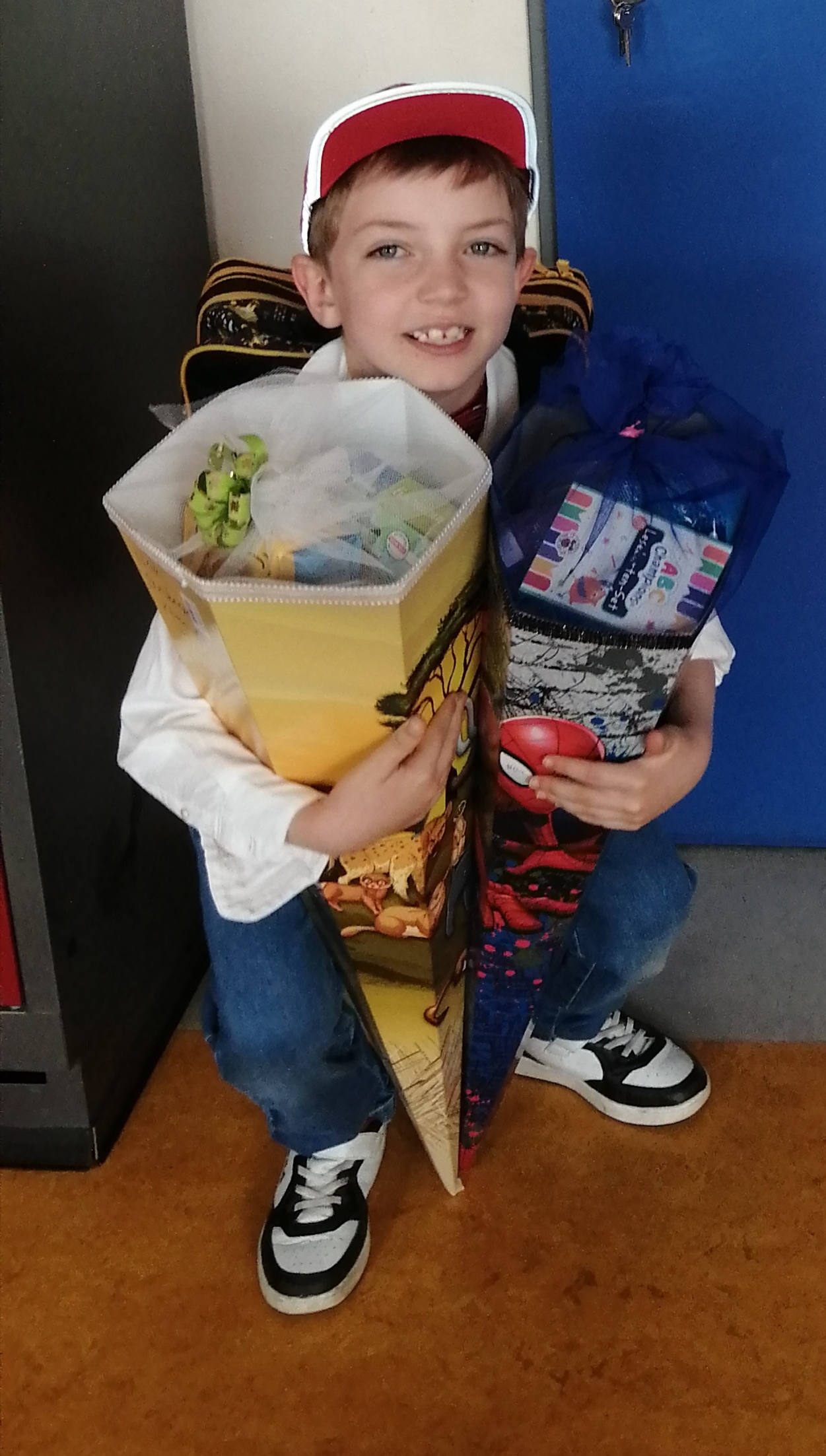
طفل مع حقيبتين من الحلوى في عام 2024، مطبوع عليها سبايدرمان والمينيون.

## انتشار العادة
وُجدت المخاريط المدرسية لأول مرة في أماكن بوسط ألمانيا . وكانت برلين أول مدينة رئيسية خارج المناطق الأصلية التي وُجدت فيها المخاريط المدرسية. - قبل الحرب العالمية الأولى، ومع ذلك، كان لا يزال نادرًا – أصبحت شائعة. لم تترسخ هذه العادة إلا تدريجيًا في الجنوب والغرب. في البداية كان العرابون هم من يوزعون المخروط. واليوم أصبح الآباء هم من يعطون أطفالهم المخروط المدرسي الذي نادرًا ما يكون محلي الصنع ليأخذوه إلى المدرسة. وعلى الرغم من أن البحث الذي أجرته Sendung mit der Maus (عرض الفأر) توصل إلى أن عادة المخروط المدرسي انتشرت في ألمانيا الغربية فقط بعد عام 1950، فقد كشفت الأبحاث الأكثر تفصيلاً عن تواريخ أقدم بكثير: فقد تم توثيق المخاريط المدرسية في كاسل منذ عام 1907؛ لا تزال المخاريط المدرسية معروفة بشكل أساسي في ألمانيا والنمسا. في النمسا، تم تقديم هذه العادة، التي نشأت في المناطق البروتستانتية، فقط خلال الحقبة النازية . جاءت موجة ثانية في الخمسينيات من القرن الماضي عندما أصبح السكان أكثر ازدهارًا إلى حد ما مرة أخرى. لا يوجد تقليد مماثل في سويسرا ؛ في المتوسط، جاء طفل واحد تقريبًا لكل فصل بحقيبة في عام 2015، معظمهم من أطفال المهاجرين الألمان. في سيليزيا، احتفظ البولنديون بهذه العادة بعد فرار السكان الألمان وطردهم . هناك، يُعرف مخروط السكر بالاسم المستعار "تيتا".

## الأنواع والميزات
بعد تقسيم ألمانيا، اعتمدت المخاريط المدرسية السداسية التي يبلغ طولها 85 سم في جمهورية ألمانيا الديمقراطية، بينما تفضل المخاريط المستديرة التقليدية (التي يبلغ طولها عادة 70 سم) في الغرب. عادةً ما تُحشى المخاريط المدرسية بالحلويات والهدايا الصغيرة، مثل أقلام الرصاص الملونة أو غيرها من اللوازم المدرسية. أما اسم (مخروط السكر)، وهو شائع في بعض المناطق، فيشتق من حشوته الحلوة. إذا لم يصنع الآباء المخاريط المدرسية لأطفالهم، فيشترونها جاهزة أو يصنعها الأطفال بأنفسهم في الروضة . كبديلٍ لمخروط السكر المألوف، تُنتج صناديق السكر في بلدية فوجتي في تورينجيا منذ القرن التاسع عشر، وتُوزّع على طلاب المدارس الابتدائية. تتكون هذه الصناديق من صندوق من الورق المقوى مُزخرف بصورٍ وعبارات. ويُرجّح أن هذه العادة تعود إلى صناعة الصناديق المصنوعة من لحاء الشجر لنقل البضائع الصغيرة.

## الأدب
- Hans-Günter Löwe: Schulanfang. Ein Beitrag zur Geschichte der Schultüte. Edition Freiberg, Dresden 2014, ISBN 978-3-943377-28-6